# Płyn antyadhezyjny
Płyn antyadhezyjny – zawiesina talku i kaolinu, stosowana w produkcji opon, zapobiegająca sklejaniu się mieszanki gumowej oraz ułatwiająca formowanie opony w procesie wulkanizacji. Zawartość wody w płynie waha się od 87,9% do 93,95%.